# Ajak
Ajak es un personaje ficticio que aparece en los cómics estadounidenses publicados por Marvel Comics. Apareció por primera vez en The Eternals # 2 (agosto de 1976) y fue creado por Jack Kirby. El personaje generalmente se representa como un miembro de los Eternos, una raza humana en el Universo Marvel y como miembro del Escuadrón Dios, y como superhéroe y supervillano.
En 2019, se anunció que Salma Hayek estaría interpretando a Ajak en el Universo Cinematográfico de Marvel, debutando para The Eternals (2021).

## Historial de publicación
Ajak apareció por primera vez en The Eternals # 2 (agosto de 1976), y fue creado por Jack Kirby. Ajak hizo apariciones posteriores en la serie, en números # 3-4 (septiembre-octubre de 1976), # 7 (enero de 1977) y # 12 (junio de 1977).
El personaje aparece posteriormente en Thor Annual # 7 (1978) (en flashback, como Ajax), Thor vol. 1 # 284 (junio de 1979), 291 (enero de 1980), 300-301 (octubre-noviembre de 1980), Concurso de Campeones vol. 1 # 1 (junio de 1982), Iron Man Annual # 6 (1983), Avengers vol. 1 # 248 (octubre de 1984), Eternals: Herod Factor (noviembre de 1991), Avengers vol. 1 # 361 (abril de 1993), y Starblast # 1 (enero de 1994).
El personaje no volvió a aparecer por algún tiempo, pero Ajak apareció brevemente en la miniserie de Marvel The Eternals, escrita por Neil Gaiman, en Eternals # 5-7 (diciembre de 2006, enero de 2007, marzo de 2007). También hizo una aparición en Incredible Hercules # 117-120 (julio – agosto de 2008).
Ajak recibió una entrada en el Manual oficial original de Marvel Universe # 1, y en el Manual oficial de Marvel Universe Master Edition # 10.

## Biografía
Ajak es miembro de los Eternos polares, una banda de Eternos casi inmortales cuyo puesto de avanzada se encuentra en los Montes Urales de Rusia. Las primeras interacciones conocidas de Ajak con la humanidad ocurrieron en Babilonia alrededor del 2500 a. C. cuando él estaba entre los Eternos que se enfrentaron con los Deviants y su líder, el Señor de la Guerra Kro. Alrededor del 1200 a. C., Ajak y su hermano Arex estaban activos en Grecia, donde se los conocía respectivamente como Ajax el Mayor y Ajax el Menor. Alrededor del año 1000 d. C., Ajak interactuó con los nativos de América del Sur en la región de Perú, donde asumió la identidad del dios inca Tecumotzin y el dios azteca Quetzalcóatl, ya que utilizó el conocimiento avanzado de los Eternos para ayudarlos. Cuando los Celestiales que crearon los Eternos y Desviados visitaron Perú alrededor de ese tiempo como parte de su Tercer Anfitrión, Ajak desempeñó el papel de comunicador con ellos, impartiendo mensajes del Anfitrión a los Eternos, incluso entregando una advertencia de los Celestiales a los dioses de la Tierra. Con Zuras, Ajak organizó el plan de vuelo que los Celestiales usaron para dejar la Tierra. Después de que la Tercera Hueste partió, Ajak se colocó en animación suspendida en lo profundo de las Ruinas Incas en lo alto de la Cordillera de los Andes junto a un equipo de Eternos que eran sus asistentes dentro de la Ciudad de los Dioses del Espacio, que había sido construida en Perú para uso de los Celestiales.
En su primera aparición, Eternals # 2 (agosto de 1976), Ajak y sus hombres fueron despertados de su letargo por su compañero Eterno Ikaris justo a tiempo para saludar a la Cuarta Hueste de los Celestiales. Ajak una vez más se desempeñó como comunicador y se hizo amigo del arqueólogo humano Dr. Daniel Damian, y le reveló muchos de los secretos de la Ciudad de los Dioses del Espacio. Ajak fue sellado con el Doctor Damian detrás de la barrera de fuerza que rodeaba el lugar de la llegada de la Cuarta Hueste. Ajak fue atacado por agentes de S.H.I.E.L.D., quienes fueron convertidos en átomos almacenados por los Celestiales después de su fallido intento de escape, y era conocido por luchar contra un luchador inca. Los Celestiales finalmente juzgaron a favor de la Tierra y se fueron. Poco después, Ajak estuvo entre el grupo de Eternos que asumieron la forma de la entidad psíquica Uni-Mente para explorar otros mundos. Ajak finalmente regresó a la Ciudad de los Dioses del Espacio, pero mientras él estaba fuera, la hija de Damian, Margo, había sido asesinada por los Deviants. Culpando a los Eternos y Deviants de su muerte, Damian usó la tecnología Celestial para transformar a Ajak en un monstruo y lo envió a matar a Deborah y Thomas Ritter, la descendencia de Kro y Thena. Aunque los niños se salvaron y Ajak volvió a la normalidad, había matado a otros niños en su caza y estaba atormentado por sus muertes y la traición de Damian. Ajak decidió desintegrarse, destruyendo a Damian en el proceso.

### "Invasión secreta"
En la historia de la "Invasión secreta" de 2008, Ajak se va para unirse al "Escuadrón de Dios" de Hércules para luchar contra los dioses Skrull, no solo para defender la Tierra, sino para obtener una mayor comprensión de los Skrulls, a la luz de que son Deviants cuyo nativo las personas también fueron transformadas por los Celestiales, y para adquirir un medio para comunicarse con el Soñador Celestial, con quien solo Makkari puede comunicarse. Pensando que Hércules era un mal líder, Ajak le quita el mando del Escuadrón de Dios justo antes de que luchen contra los Dioses Skrull, causando la muerte de Snowbird debido a una falta de planificación. Posteriormente, Ajak muere en el enfrentamiento con el dios Skrull Kly'bn.

### Venganza contra Makkari
Más tarde, un Ajak revivido y los otros Eternos, continúa la misión de despertar a los Eternos que ya no recuerdan quiénes son y están viviendo vidas humanas, gracias a Sprite. Durante este tiempo, Ajak genera resentimiento hacia Makkari por ser el comunicador elegido por el Soñador Celestial, advirtiendo a los otros Eternos que el Soñador Celestial está roto. Mientras las fuerzas opuestas de Ikaris y Druig corren para despertar y convertir a tantos Eternos "durmientes" como puedan a sus respectivos bandos, Ajak localiza al Eterno conocido como Gilgamesh, "El Olvidado", en Perú, manipulándolos para que crean que los Eternos de Ikaris son en realidad Deviants. Ajak no hace esto por lealtad a Druig, sino por resentimiento hacia Makkari. Gilgamesh termina matando brutalmente a Makkari, lo que Druig y Legba son testigos. Ajak luego va al lado de Makkari y le hace una señal a Sersi, diciéndole que fueron Druig y sus fuerzas los que mataron a Makkari. Ajak luego continúa monitoreando el Soñador Celestial mientras las fuerzas de Ikaris y Druig van a la batalla.
En algún momento durante estos eventos, Ajak ayuda a los Eternos a luchar contra los Dioses Jóvenes, que han regresado de la nave del Celestial. Ajak observa principalmente la batalla desde Olimpia, deleitándose con la derrota de Makkari por los Dioses Jóvenes, pero cuando Makkari está a punto de ser asesinado, Ajak decide intervenir, creyendo que incluso un Eterno como Makkari merece algo mejor que la muerte a manos de "estos blasfemos". Se supone que Ajak ha vuelto a monitorear el Soñador Celestial.

### Muerte
Más tarde, cuando la Hueste Final de los Celestiales llegó a la Tierra, Ajak junto con todos los Eternos se suicidaron después de darse cuenta del verdadero propósito para el que fueron creados.

## Poderes y habilidades
Ajak poseía las habilidades eternas estándar de la manipulación de la energía cósmica y el control completo de su propia composición celular. El control físico le otorgó una vida útil y una regeneración celular indefinidamente prolongada, junto con una fuerza y durabilidad sobrehumanas. Sus poderes cósmicos le otorgaron vuelo, teletransportación y la capacidad de disparar rayos de energía.
También se reveló en la miniserie de Gaiman The Eternals que Ajak posee la capacidad de comunicarse directamente con los Celestiales cuando están cerca.

## En otros medios

### Televisión
- Ajak aparece en Marvel Knights: Eternals, con la voz de Kirby Morrow.[10]

### Película
- Ajak será interpretado por Salma Hayek en la película de 2021 The Eternals, haciendo que el personaje sea femenino.[11] En esta versión, fue la líder Eterna genéticamente alterada, que fue enviada con otros Eternos a la Tierra para salvar a la humanidad de los peligrosos Deviants. Ajak y los demás permanecieron siglos en la Tierra hasta que el grupo se disolvió para continuar sus vidas. Se reunió con Ikaris para pedirle su ayuda para detener a Tiamut, un Celestial que destruiría el planeta, pero Ikaris la traicionó por su lealtad a Arishem, lo que provocó que Ajak fuera asesinada por Deviants. Antes de morir, Ajak eligió a Sersi como su reemplazo.